# Sveti Petar (Mošćenička Draga)
Sveti Petar je naselje u Hrvatskoj u sastavu općine Mošćeničke Drage. Nalazi se u Primorsko-goranskoj županiji.

## Zemljopis
Jugozapadno je Grabrova, sjeverozapadno su Sučići, sjeveroistočno su Obrš i Donji Kraj, jugoistočno je Mošćenička Draga), južno su Mošćenice.

## Stanovništvo
| broj stanovnika |       |       | 63    | 95    | 69    | 85    |       |       | 113   | 102   | 102   | 122   | 151   | 202   | 223   |
|                 | 1857. | 1869. | 1880. | 1890. | 1900. | 1910. | 1921. | 1931. | 1948. | 1953. | 1961. | 1971. | 1981. | 1991. | 2001. |